# Михайловское сельское поселение (Ульяновская область)
Миха́йловское се́льское поселе́ние — муниципальное образование в составе Тереньгульского района Ульяновской области. Административный центр — село Михайловка. 

## Население
| 2010  | 2012  | 2013  | 2014  | 2015  | 2016  | 2017  |
| ----- | ----- | ----- | ----- | ----- | ----- | ----- |
| 1573  | ↘1551 | ↘1546 | ↘1533 | ↗1547 | ↘1530 | ↘1525 |
| 2018  | 2019  | 2020  | 2021  |       |       |       |
| ↘1503 | ↘1460 | ↘1429 | ↘1208 |       |       |       |

## Состав сельского поселения
В состав поселения входят 5 населённых пунктов: 1 деревня и 4 села.
| № | Населённый пункт | Тип населённого пункта       | Население |
| - | ---------------- | ---------------------------- | --------- |
| 1 | Гавриловка       | село                         | 488       |
| 2 | Елшанка          | село                         | 429       |
| 3 | Калиновка        | село                         | 180       |
| 4 | Михайловка       | село, административный центр | 413       |
| 5 | Скрипино         | деревня                      | 63        |